# بابا علي (مسلسل)
بابا علي هو مسلسل تلفزي كوميدي أمازيغي مغربي سوسي ناطق بتشلحيت إنتاج عام 2021 (الجزء الأول) و 2022 (الجزء الثاني)و 2023 (الجزء الثالث) و 2024 (الجزء الرابع)، شرعت القناة الثامنة مع بداية شهر رمضان 2021 في بث حلقاته كل يوم بعد الإفطار، فكرة المسلسل مستوحاة من القصة القديمة “علي بابا” من إخراج مصطفى أشور، سيناريو وحوار إبراهيم علي بوبكدي وأحمد نتاما، تنفيد الإنتاج شركة وردة برود، وإنتاج القناة الثامنة الامازيغية ولعب أدواره الرئيسة ثلة من الفنانين يتقدمهم الحسين برداوز وعبد اللطيف عاطيف، وأحمد نتاما، وأحمد عوينتي، ولحسن شاوشاو، ومصطفى الصغير، ولحسن جكار، ومحمد قيمرون، عبد الرحيم اكزوم، مصطفى ابايريك، زاهية الزاهري.

## قصة المسلسل
يحكي قصة رجل بسيط في علاقته بمحيطه العائلي والمجتمعي. تم تصوير احداث هذا المسلسل في منطقة ايجوكاك وتلات نيعقوب دوار تكموت التابعة لنفوذ جهة مراكش. حقق هذا المسلسل نسب مشاهدة عالية ولقي إقبالا كبيرا من قبل الجمهور ما يبشر بأن العمل يعرف نجاحا على شاشة القناة الثامنة “تامزيغت”.
بعد النجاح الذي حققه الجزء الأول، تم إنتاج الجزء الثاني سنة 2022 و الذي احتلت حلقاته مراتب متقدمة في الـ”ترند” المغربي، كما فرض نفسه ضمن السباق الدرامي الرمضاني للموسم الثاني على التوالي بمنافس الأعمال الدرامية الناطقة بالدارجة.